# Плимут (округ, Айова)
Пли́мут (англ. Plymouth County) — округ в США, штате Айова. На 2000 год численность населения составляла 24 849 человек. По оценке бюро переписи населения США в 2009 году население округа составляло 24 210 человек. Окружным центром является город Ле-Марс.

## История
Округ Плимут был сформирован в 15 января 1851 года.

## География
По данными Бюро переписи населения США площадь округа Плимут составляет 2236 км².

### Основные шоссе
- Шоссе 75
- Автострада 3
- Автострада 12
- Автострада 60
- Автострада 140

### Соседние округа
- Су  (север)
- Чероки  (восток)
- Вудбери  (юг)
- Юнион (округ, Южная Дакота)  (запад)

## Демография
По данным переписи населения 2000 года в округе проживало 24 849 жителей. Среди них 25,8 % составляли дети до 18 лет, 15,5 % люди возрастом более 65 лет. 49,9 % населения составляли женщины.
Национальный состав был следующим: 98,1 % белых, 0,5 % афроамериканцев, 0,2 % представителей коренных народов, 0,4 % азиатов, 3,0 % латиноамериканцев. 0,8 % населения являлись представителями двух или более рас.
Средний доход на душу населения в округе составлял $19442. 7,3 % населения имело доход ниже прожиточного минимума. Средний доход на домохозяйство составлял $54013.
Также 87,4 % взрослого населения имело законченное среднее образование, а 19,3 % имело высшее образование.